# Ljungskär (Brändö, Åland)
Ljungskär är en ö i Åland (Finland). Den ligger i Skärgårdshavet och i kommunen Brändö i landskapet Åland, i den sydvästra delen av landet. Ön ligger omkring 60 kilometer öster om Mariehamn och omkring 220 kilometer väster om Helsingfors.
Öns area är 33,6 hektar och dess största längd är 1 kilometer i nord-sydlig riktning. Ön höjer sig omkring 15 meter över havsytan.